# IC 4773
IC 4773 — галактика типу SBd () у сузір'ї Павич.
Цей об'єкт міститься в оригінальній редакції індексного каталогу.